# Club América Coapa
El Club América Coapa fue un equipo de fútbol que participaba en la Segunda División de México y era filial del Club América. Tenía como sede la Ciudad de México.

## Historia
El equipo fue fundado en 2002. En el 2015 la Segunda División cambió de formato y como parte de esto se le pidió a los 18 equipos de Primera División tener una filial en la Liga Premier de Ascenso, así el Club América creó al Club América Premier usando como base a América Coapa y este desapareció.

## Palmarés
- Segunda División de México: Clausura 2004
- Liga de Nuevos Talentos de México: Clausura 2009[1]
- Final de Ascenso: 2009
- Copa de Liga de Nuevos Talentos: Apertura 2014, Clausura 2015
- Campeón de Campeones de Copa 2014-15

## Estadísticas
| Apertura 2012 | 4.Segunda LNT | Zona I      |
| Clausura 2013 | 4.Segunda LNT | Zona I      |
| Apertura 2013 | 4.Segunda LNT | 2.º Zona I  |
| Clausura 2014 | 4.Segunda LNT | 4.º Zona I  |
| Apertura 2014 | 4.Segunda LNT | Grupo I     |
| Clausura 2015 | 4.Segunda LNT | 2.º Grupo I |